# Aneesa Ahmed

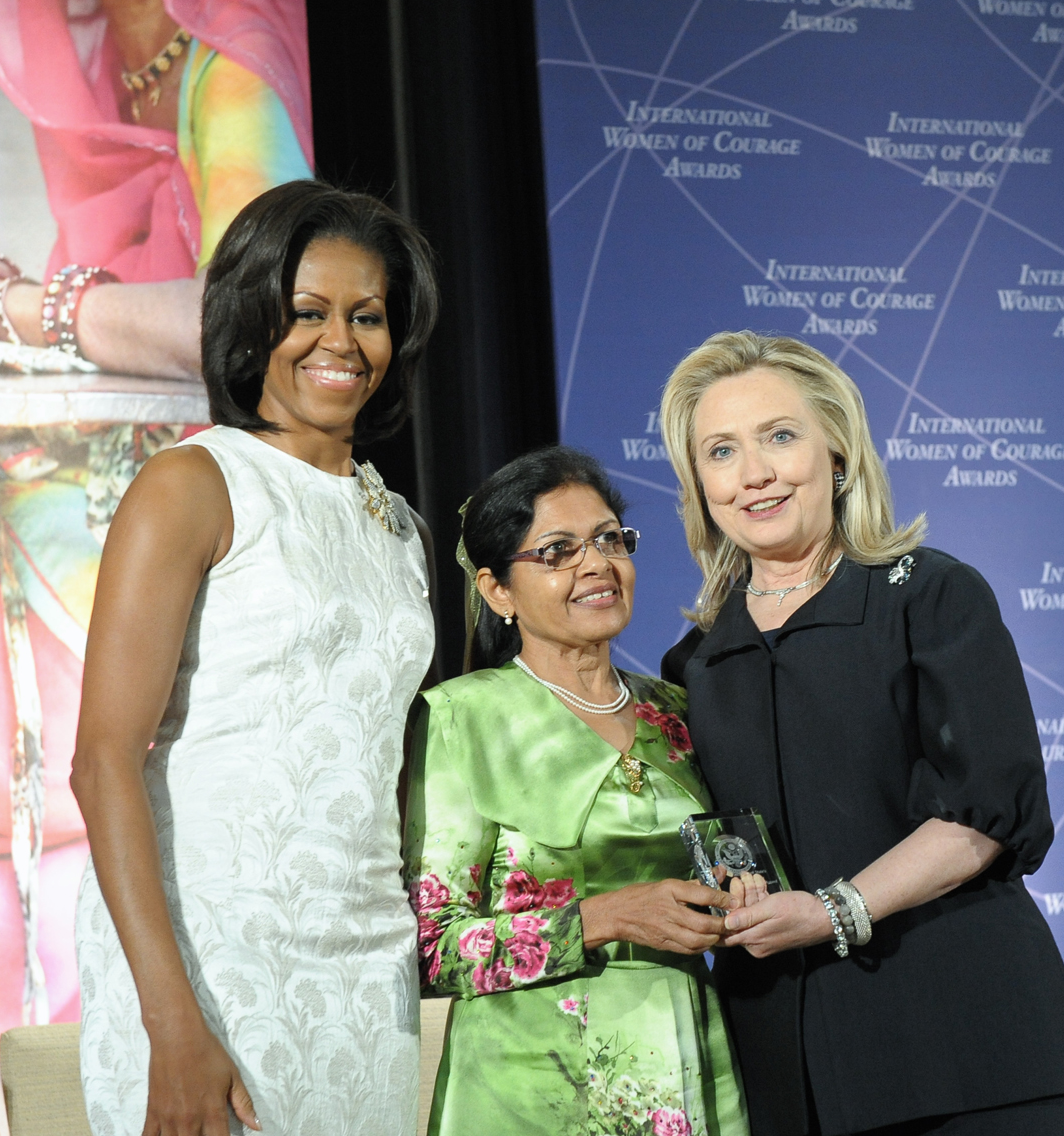
Aneesa Ahmed received the International Women of Courage Award from U.S. Secretary of State Hillary Clinton and First Lady Michelle Obama in 2012

Aneesa Ahmed (Dhivehi އަނީސާ އަހުމަދެ) ist eine Frauenrechtsaktivistin in den Malediven. Sie war auch die erste Speakerin des Madschlis (Parlament) von 2004 bis 2009.

## Leben
Aneesa Ahmed studierte von 1985 bis 1986 mit einem Humphrey Fellow-Stipendium an der Pennsylvania State University. Sie diente dann als Deputy Minister of Women’s Affairs in den Malediven, wo sie Häusliche Gewalt zu ihrem Thema machte, obwohl dies ein Tabu ist. Nach ihrem Dienst in der Regierung gründete sie die Nichtregierungsorganisation Hope for Women und leitete Workshops über geschlechtsspezifische Gewalt mit der Polizei, mit Studenten und anderen. Als das nationale Radio der Malediven begann Ansprachen von religiösen Gelehrten zu übertragen, die behaupten Weibliche Genitalverstümmelung sei vom Islam unterstützt, bat sie die Regierung einzugreifen und sprach öffentlich über den Schaden, den Genitalverstümmelung verursacht.
Sie erhielt 2012 den International Women of Courage Award, als zweite Frau aus den Malediven, welche diese Auszeichnung erhalten hat.